# Omblèze
Omblèze est une commune française située dans le département de la Drôme, en région Auvergne-Rhône-Alpes.

## Géographie

### Localisation
Omblèze est située dans le Vercors, à 31 km au nord-est de Crest (chef-lieu du canton).
Elle  fait partie du parc naturel régional du Vercors.

### Relief et géologie
La haute vallée de la Gervanne est le cœur du territoire communal qui va du col de la Bataille, au nord, à la montagne des Berches, au-delà des gorges d'Omblèze, au sud[réf. nécessaire].
Sites particuliers :
- la montagne Ambel sépare la commune de celle de Saint-Julien-en-Quint. Elle est attestée :

en 1169 : Ambel (cartulaire de Léoncel, 16) ;
en 1228 : Anbel (cartulaire de Léoncel, 100) ;
en 1235 : montanea de Ambello (cartulaire de Léoncel, 122) ;
en 1265 : Enbel (cartulaire de Léoncel, 218 ;
en 1288 : mons qui vocatur Ambera (cartulaire de Léoncel, 260) ;
au XVIIIe siècle : Embel (Carte de Cassini) ;
fin XXe siècle : Montagne d'Ambel.
- le plateau d'Ambel est à 1 385 m d'altitude[1].

### Climat
Pour des articles plus généraux, voir Climat d'Auvergne-Rhône-Alpes et Climat de la Drôme.
En 2010, le climat de la commune est de type climat des marges montargnardes, selon une étude du Centre national de la recherche scientifique s'appuyant sur une série de données couvrant la période 1971-2000. En 2020, Météo-France publie une typologie des climats de la France métropolitaine dans laquelle la commune est exposée à un climat de montagne ou de marges de montagne et est dans une zone de transition entre les régions climatiques « Alpes du nord » et « Alpes du sud ».
Pour la période 1971-2000, la température annuelle moyenne est de 10 °C, avec une amplitude thermique annuelle de 17,1 °C. Le cumul annuel moyen de précipitations est de 1 033 mm, avec 9,2 jours de précipitations en janvier et 5,9 jours en juillet. Pour la période 1991-2020, la température moyenne annuelle observée sur la station météorologique de Météo-France la plus proche, « Beaufort-S-Gervanne », sur la commune de Beaufort-sur-Gervanne à 10 km à vol d'oiseau, est de 12,8 °C et le cumul annuel moyen de précipitations est de 936,4 mm,. Pour l'avenir, les paramètres climatiques de la commune estimés pour 2050 selon différents scénarios d'émission de gaz à effet de serre sont consultables sur un site dédié publié par Météo-France en novembre 2022.

## Urbanisme

### Typologie
Au 1er janvier 2024, Omblèze est catégorisée commune rurale à habitat très dispersé, selon la nouvelle grille communale de densité à 7 niveaux définie par l'Insee en 2022.
Elle est située hors unité urbaine et hors attraction des villes,.

### Occupation des sols
L'occupation des sols de la commune, telle qu'elle ressort de la base de données européenne d’occupation biophysique des sols Corine Land Cover (CLC), est marquée par l'importance des forêts et milieux semi-naturels (92,6 % en 2018), une proportion sensiblement équivalente à celle de 1990 (93,1 %). La répartition détaillée en 2018 est la suivante : 
forêts (59,4 %), milieux à végétation arbustive et/ou herbacée (32,6 %), prairies (7,4 %), espaces ouverts, sans ou avec peu de végétation (0,6 %). L'évolution de l’occupation des sols de la commune et de ses infrastructures peut être observée sur les différentes représentations cartographiques du territoire : la carte de Cassini (XVIIIe siècle), la carte d'état-major (1820-1866) et les cartes ou photos aériennes de l'IGN pour la période actuelle (1950 à aujourd'hui).

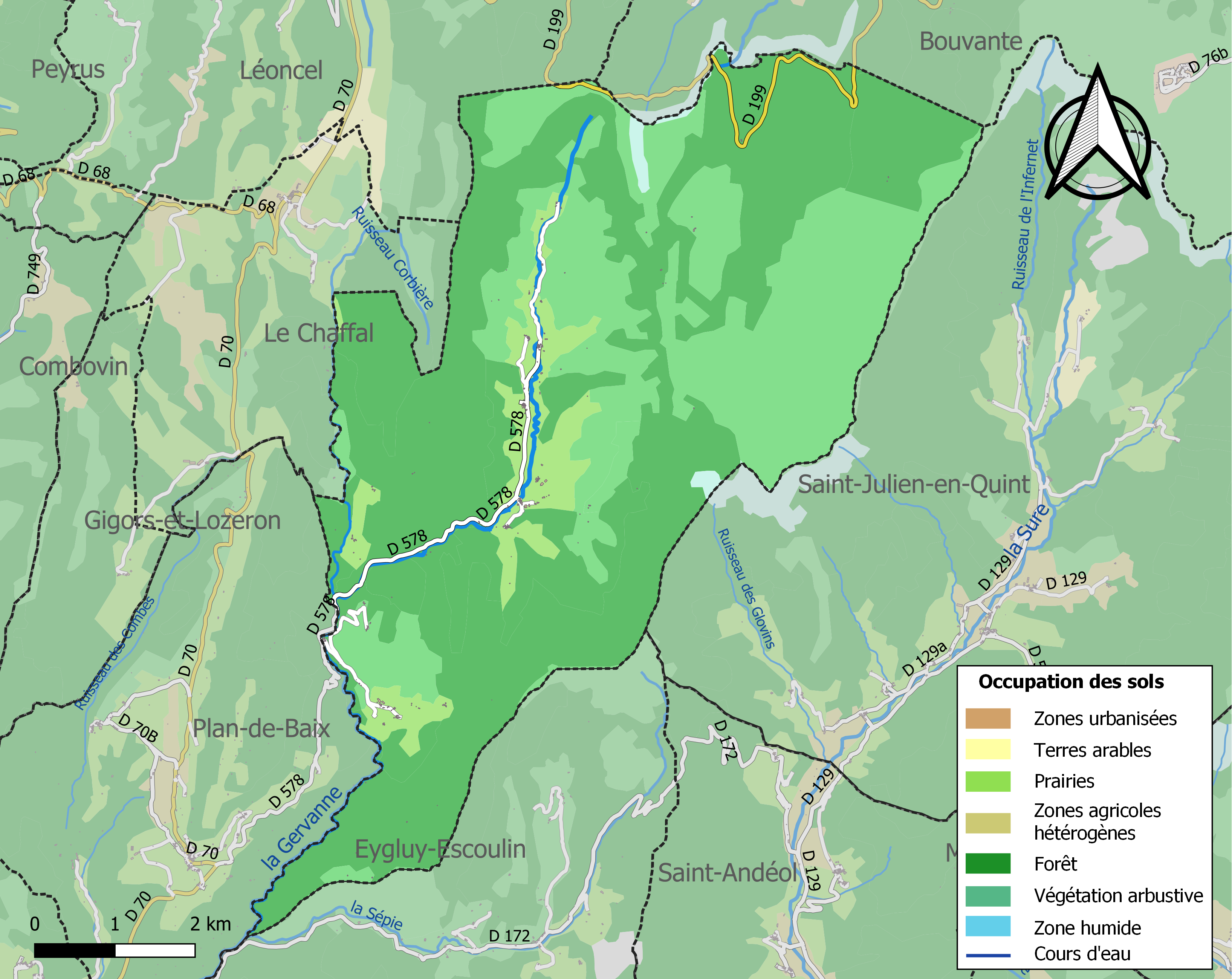
Carte des infrastructures et de l'occupation des sols de la commune en 2018 (CLC).

### Morphologie urbaine

#### Quartiers, hameaux et lieux-dits
La commune n'a pas de village qui porte ce nom. La mairie (650 m d'altitude) est dans le hameaux des Arbods ; l'église (713 m) est dans le hameaux des Boutons.
Site Géoportail (carte IGN) :
- Ansage
- Anse
- Batet
- Béranger
- Berches
- Bernarde
- Bois du Pêcher
- Bois Vert
- Bonnetière
- Bouillane
- Caillat
- Chanaud
- Chanteloube
- Chantour
- Châtelat
- Chauvet
- Courcousson
- Dujet
- Fontbonne
- Grange Neuve
- Jourdan
- la Ferme d'Ambel
- la Garde
- la May
- Larras
- las Appras
- la Selle
- le Clot
- le Fay
- le Frachet
- le Pêcher du Bas
- le Pêcher du Haut
- le Pré des Chaux
- les Arbods Léma
- les Bertrands
- les Blaches
- les Bouaches
- les Bournelliers
- les Boutons
- les Chaumettes
- les Combes
- les Dîmées
- les Écharènes
- les Fayolles
- les Fontaines
- les Grangers
- les Grapoux
- les Graves
- les Homeras
- les Moutons
- les Pots Martin
- les Préaux
- les Quarante
- les Rochats
- les Sarnats
- les Sorbières
- les Tonils
- les Tuilières
- le Vernâtre
- Momont
- Moulin de la Pipe
- Pierroux
- Rampiara
- Refuge de Tubanet
- Refuge Gardiol
- Tallières
- Tubanet
- Vaine

Anciens quartiers, hameaux et lieux-dits :
- Ambel est une ferme attestée en 1891[14].

### Habitat et logement
En 2018, le nombre total de logements dans la commune était de 113, alors qu'il était de 108 en 2013 et de 122 en 2008.
Parmi ces logements, 32,8 % étaient des résidences principales, 62,7 % des résidences secondaires et 4,5 % des logements vacants. Ces logements étaient pour 95,5 % d'entre eux des maisons individuelles et pour 3,6 % des appartements.
Le tableau ci-dessous présente la typologie des logements à Omblèze en 2018 en comparaison avec celle du Drôme et de la France entière. Une caractéristique marquante du parc de logements est ainsi une proportion de résidences secondaires et logements occasionnels (62,7 %) très supérieure à celle du département (8 %) et à celle de la France entière (9,7 %). Concernant le statut d'occupation de ces logements, 75,7 % des habitants de la commune sont propriétaires de leur logement (75,8 % en 2013), contre 61,9 % pour le Drôme et 57,5 % pour la France entière.
| Typologie                                               | Omblèze | Drôme | France entière |
| ------------------------------------------------------- | ------- | ----- | -------------- |
| Résidences principales (en %)                           | 32,8    | 83,3  | 82,1           |
| Résidences secondaires et logements occasionnels (en %) | 62,7    | 8     | 9,7            |
| Logements vacants (en %)                                | 4,5     | 8,6   | 8,2            |

## Toponymie
La commune est dénommée Omblèsas en provençal[réf. nécessaire].
Dictionnaire topographique du département de la Drôme :
- 1173 : Umblicis (cartulaire de Léoncel, 23) ;
- 1190 : Umbleses (cartulaire de Léoncel, 44) ;
- 1292 : Ombleses (cartulaire de Léoncel, 266) ;
- XIVe siècle : mention de la paroisse : capella de Umblessiis (pouillé de Die) ;
- 1449 : mention de la paroisse : capella de Umbleziis (pouillé hist.) ;
- 1450 : mention de la paroisse : cura Umblessiis (Rev. de l'évêché de Die) ;
- 1483 : mention du mandement : mandamentum de Humblez (terrier de Beaumont-lès-Valence) ;
- 1483 : Arblezias, Humblessias et Homblesias (terrier de Beaumont-lès-Valence) ;
- (non daté) : Saint-Jean des Omblases (inventaire de la chambre des comptes) ;
- 1509 : mention de l'église saint-Jean : ecclesia Sancti Johannis de Humblessiis (visites épiscopales) ;
- 1521 : mention du prieuré : prioratus Humblesiarum (rôle de décimes) ;
- 1788 : Omblesse (alman. du Dauphiné) ;
- 1891 : Omblèze, commune du canton de Crest-Nord.

## Histoire
Pour un article plus général, voir Histoire de la Drôme.

### Du Moyen Âge à la Révolution
La seigneurie : au point de vue féodal, Omblèze fit toujours partie de la terre et seigneurie d'Eygluy.
XVIIIe siècle : mention d'un péage.
Avant 1790, Omblèze était une communauté de l'élection de Montélimar et de la subdélégation et de la sénéchaussée de Crest.

Elle formait deux paroisses du diocèse de Die : Ansage et Omblèze.

Dans la paroisse d'Omblèze en particulier, l'église, sous le vocable de Saint-Jean, était celle d'un ancien prieuré de l'ordre de Saint-Antoine établi vers la fin du XVe siècle et uni, vers la fin du siècle suivant, à la commanderie de Saint-Médard-de-la-Clastre, dont le titulaire fut, de ce chef, décimateur à Omblèze jusqu'à la Révolution. La cure était de la collation de l'évêque diocésain.
Le mandement d'Omblèze avait la même étendue que la commune de ce nom.

#### Ansage
Dictionnaire topographique du département de la Drôme :
- 1290 : Ensatge (cartulaire de Léoncel, 262).
- 1516 : Ensagiis (pouillé de Die).
- 1576 : Ensaiges et Emsaiges (pouillé de Die).
- 1891 : Ansage, paroisse et section de la commune d'Omblèze.

Au point de vue féodal, Ansage était de la terre et seigneurie d'Eygluy.
Avant 1790, Ansage était une paroisse de la communauté d'Omblèze et du diocèse de Die. Son église, dédiée à sainte Marie-Madeleine, dépendait du prieur d'Anse qui y avait la dime et présentait à la cure.

#### Anse
Dictionnaire topographique du département de la Drôme :
- 1188 : Encie (cartulaire de Léoncel, 38).
- 1234 : Ensa (cartulaire de Léoncel, 119).
- 1247 : Encia (cartulaire de Léoncel, 147).
- 1264 : Enzia (cartulaire de Léoncel, 217).
- 1449 : mention du prieuré : prior de Ensa (pouillé hist.).
- 1516 : mention du prieuré : prior de Ensagiis (pouillé de Die).
- 1891 : Anse, mont et ferme de la commune d'Omblèze.

Ancien prieuré Saint-Michel de l'ordre de Saint-Antoine (dépendance de la commanderie de Saint-Médard) dont le titulaire était décimateur à Ansage. Il fut uni dès le milieu du XVe siècle à la cure de cette paroisse.

### De la Révolution à nos jours
En 1790, la commune, instituée par la Révolution française, est comprise dans le canton du Plan-de-Baix. La réorganisation de l'an VIII (1799-1800) la fait entrer dans celui de Crest-Nord.
Entre 1790 et 1794, Omblèze absorbe la commune d'Ansage.

## Politique et administration

### Rattachements administratifs et électoraux

#### Rattachements administratifs
La commune se trouve dans l'arrondissement de Die du département de la Drôme.
Elle faisait partie depuis 1801 du canton de Crest-Nord. Dans le cadre du redécoupage cantonal de 2014 en France, cette circonscription administrative territoriale a disparu, et le canton n'est plus qu'une circonscription électorale.

#### Rattachements électoraux
Pour les élections départementales, la commune fait partie depuis 2014 du canton de Crest.
Pour l'élection des députés, elle fait partie de la troisième circonscription de la Drôme.

### Intercommunalité
Omblèze est membre de la communauté de communes du Val de Drôme en Biovallée, un établissement public de coopération intercommunale (EPCI) à fiscalité propre créé en 1987 et auquel la commune a transféré un certain nombre de ses compétences, dans les conditions déterminées par le code général des collectivités territoriales.

### Liste des maires
| Période                                  | Période                        | Identité        | Étiquette | Qualité                            |
| ---------------------------------------- | ------------------------------ | --------------- | --------- | ---------------------------------- |
| Les données manquantes sont à compléter. |                                |                 |           |                                    |
| 2008                                     | septembre 2022                 | Gilbert Pourret | DVD       | Commerçant retraité Démissionnaire |
| novembre 2022                            | En cours (au 16 décembre 2022) | Gilbert Roux    |           | Technicien                         |

## Population et société

### Démographie
L'évolution du nombre d'habitants est connue à travers les recensements de la population effectués dans la commune depuis 1793. Pour les communes de moins de 10 000 habitants, une enquête de recensement portant sur toute la population est réalisée tous les cinq ans, les populations de référence des années intermédiaires étant quant à elles estimées par interpolation ou extrapolation. Pour la commune, le premier recensement exhaustif entrant dans le cadre du nouveau dispositif a été réalisé en 2007.

En 2022, la commune comptait 60 habitants, en évolution de −15,49 % par rapport à 2016 (Drôme : +2,64 %, France hors Mayotte : +2,11 %).
| 1793 | 1800 | 1806 | 1821 | 1831 | 1836 | 1841 | 1846 | 1851 |
| ---- | ---- | ---- | ---- | ---- | ---- | ---- | ---- | ---- |
| 506  | 429  | 487  | 298  | 465  | 466  | 455  | 449  | 457  |

| 1856 | 1861 | 1866 | 1872 | 1876 | 1881 | 1886 | 1891 | 1896 |
| ---- | ---- | ---- | ---- | ---- | ---- | ---- | ---- | ---- |
| 421  | 389  | 344  | 379  | 368  | 345  | 321  | 281  | 275  |

| 1901 | 1906 | 1911 | 1921 | 1926 | 1931 | 1936 | 1946 | 1954 |
| ---- | ---- | ---- | ---- | ---- | ---- | ---- | ---- | ---- |
| 264  | 285  | 269  | 229  | 192  | 166  | 191  | 154  | 112  |

| 1962 | 1968 | 1975 | 1982 | 1990 | 1999 | 2006 | 2007 | 2012 |
| ---- | ---- | ---- | ---- | ---- | ---- | ---- | ---- | ---- |
| 90   | 62   | 52   | 54   | 64   | 66   | 71   | 72   | 69   |

| 2017 | 2022 | - | - | - | - | - | - | - |
| ---- | ---- | - | - | - | - | - | - | - |
| 72   | 60   | - | - | - | - | - | - | - |

### Enseignement
La commune est rattachée à l'académie de Grenoble.

### Manifestations culturelles et festivités
- Fête : le dernier dimanche d'août[1].

### Sports et loisirs
- Pêche[1].
- Randonnées : sentiers pédestres[1].

## Économie

### Agriculture
En 1992 : pâturages (bovins, ovins), bois.
- Foire : le dernier lundi d'août[1].

## Culture locale et patrimoine

### Lieux et monuments
- Chapelle d'Ansage (XIIe siècle) : reste d'un ancien prieuré[1].
- Église Saint-Jean-Baptiste des Boutons.
- Église priorale Sainte-Marie-Madeleine d'Ansage.
- Église Sainte-Marie-Madeleine d'Ansage.

### Patrimoine naturel

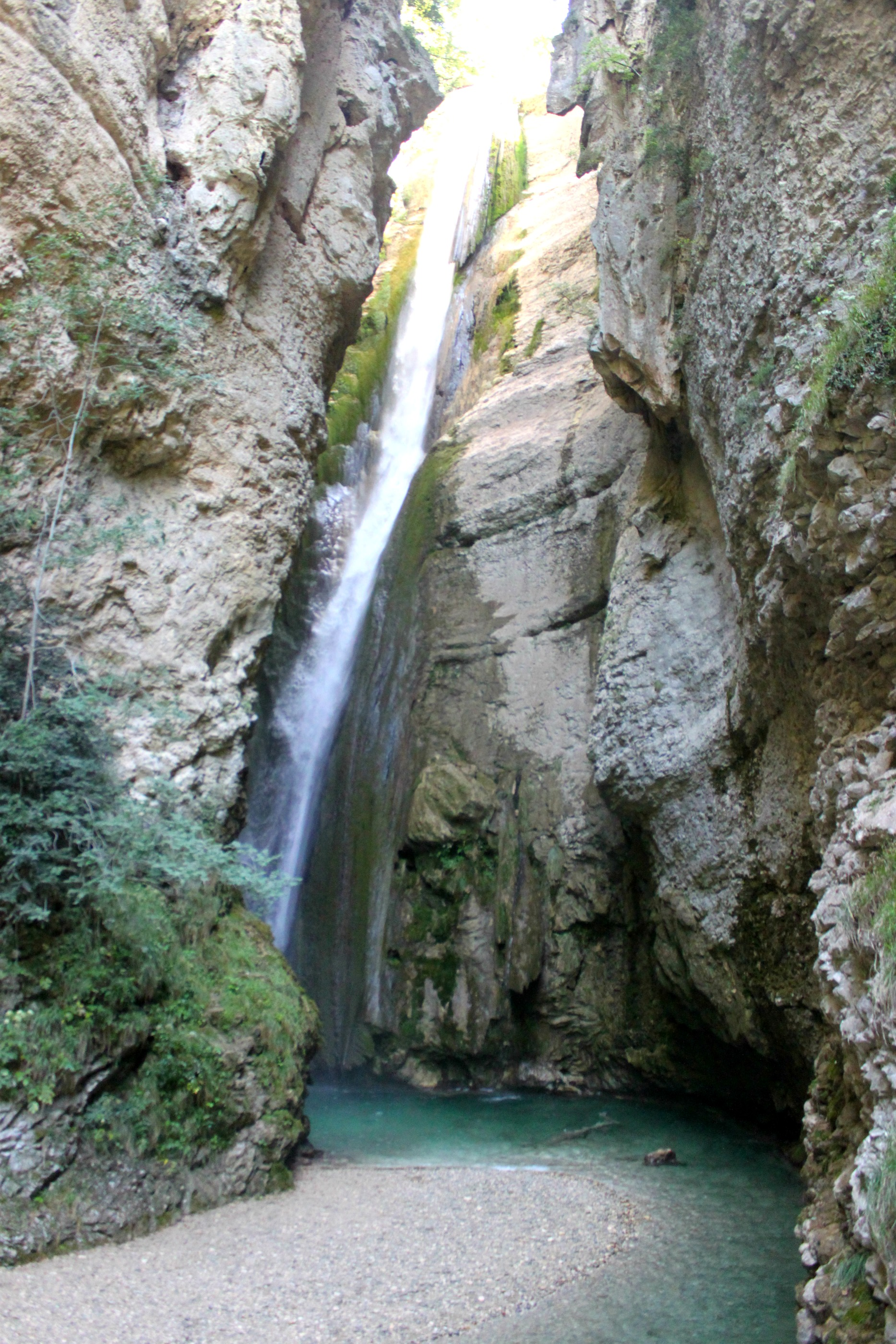
La cascade de la Druise.

- Les gorges d'Omblèze (site inscrit) : gorges de la Gervanne[1].
- La chute de la Druise[1] : chute d'eau (hauteur 80 mètres) sur le cours de la Gervanne[25].
- Le canyon des Gueulards, étroite anfractuosité entre deux falaises[réf. nécessaire].
- Une grotte (en dessous du plateau d'Ambel)[3].
- Plusieurs gouffres, et le scialet des Quatre Gorge (sur le plateau d'Ambel)[3].

### Personnalités liées à la commune
- Jérôme Cavalli (1905-1943) : aviateur français tué durant la Seconde Guerre mondiale, a vécu à Omblèze dans sa jeunesse[réf. nécessaire].